# Матіас Єнсен
 Матіас Йенсен (дан. Mathias Jensen; нар. 1 січня 1996, Відовре, Данія) — данський футболіст, півзахисник клубу «Брентфорд».

## Клубна кар'єра
Єнсен — вихованець клубу «Норшелланн». 2015 року в матчі проти «Мідтьюлланна» він дебютував в данській Суперлізі, замінивши у другому таймі Еміліано Маркондеса. 1 травня 2016 року в поєдинку проти «Раннерса» Матіас забив свій перший гол за «Норшелланн». Влітку 2018 року Йенсен перейшов до іспанської «Сельти». 1 жовтня у матчі проти «Хетафе» він дебютував у Ла-Лізі.

## Міжнародна кар'єра
2017 року в складі молодіжної збірної Данії Єнсен взяв участь у молодіжному чемпіонаті Європи в Польщі. На турнірі він зіграв у матчах проти команд Німеччини та Чехії.
2019 року в складі молодіжної збірної Данії Єнсен взяв участь у молодіжному чемпіонаті Європи в Італії. На турнірі він зіграв у матчах проти команд Німеччини та Австрії.

## Статистика виступів
Станом на матч, що відбувся 4 жовтня 2020 року
| Клуб               | Сезон              | Ліга               | Ліга | Ліга | Національний кубок | Національний кубок | Кубок ліги | Кубок ліги | Європа | Європа | Інші | Інші | Загалом | Загалом |
| Клуб               | Сезон              | Дивізіон           | Ігри | Голи | Ігри               | Голи               | Ігри       | Голи       | Ігри   | Голи   | Ігри | Голи | Ігри    | Голи    |
| ------------------ | ------------------ | ------------------ | ---- | ---- | ------------------ | ------------------ | ---------- | ---------- | ------ | ------ | ---- | ---- | ------- | ------- |
| Норшелланн         | 2015–16            | Суперліга          | 5    | 1    | 0                  | 0                  | ―          | ―          | ―      | ―      | ―    | ―    | 5       | 1       |
| Норшелланн         | 2016–17            | Суперліга          | 22   | 2    | 1                  | 0                  | ―          | ―          | ―      | ―      | ―    | ―    | 23      | 2       |
| Норшелланн         | 2017–18            | Суперліга          | 35   | 12   | 1                  | 0                  | ―          | ―          | ―      | ―      | ―    | ―    | 36      | 12      |
| Норшелланн         | 2018–19            | Суперліга          | 1    | 0    | 1                  | 0                  | ―          | ―          | 1      | 0      | ―    | ―    | 2       | 0       |
| Норшелланн         | Загалом            | Загалом            | 63   | 15   | 3                  | 0                  | ―          | ―          | 1      | 0      | ―    | ―    | 67      | 15      |
| Сельта             | 2018–19            | Ла-Ліга            | 6    | 0    | 0                  | 0                  | ―          | ―          | ―      | ―      | ―    | ―    | 6       | 0       |
| Брентфорд          | 2019–20            | Чемпіоншип         | 39   | 1    | 0                  | 0                  | 1          | 0          | ―      | ―      | 3    | 0    | 43      | 1       |
| Брентфорд          | 2020–21            | Чемпіоншип         | 3    | 0    | 0                  | 0                  | 2          | 0          | ―      | ―      | ―    | ―    | 5       | 0       |
| Брентфорд          | Загалом            | Загалом            | 42   | 1    | 0                  | 0                  | 3          | 0          | ―      | ―      | 3    | 0    | 48      | 1       |
| Загалом за кар'єру | Загалом за кар'єру | Загалом за кар'єру | 111  | 16   | 3                  | 0                  | 3          | 0          | 1      | 0      | 3    | 0    | 121     | 16      |

1. ↑  Гра в Лізі Європи
2. ↑  Ігри в Плей-оф Чемпіоншипа